# 阿史那咥运
阿史那咥运，西突厥汗国贵族，阿史那氏，泥伏沙钵罗可汗阿史那贺鲁的儿子。
唐高宗永徽二年（651年），随父亲贺鲁率众西征，占据乙毗咄陆可汗旧地，在双河（今新疆雅马渡口）及千泉建牙帐，贺鲁封他为莫贺咄叶护，派他率军攻打唐朝庭州（治今新疆吉木萨尔北破城子）。显庆三年（658年），兵败，随贺鲁投奔鼠尼施部，途中，在石国苏咄城，城主伊涅达干将他和贺鲁诱擒，献给唐将萧嗣业，押送京师后，被唐高宗赦免。